# Lưu Kiền Chi
Lưu Kiền Chi (chữ Hán: 刘虔之), nguyên quán huyện Lư, quận Bành Thành  nhưng đã nhiều đời sống ở Kinh Khẩu, quan viên cuối đời Đông Tấn.

## Cuộc đời và Sự nghiệp
Ông là em trai của Lưu Khiêm Chi, từ nhỏ đã có khí tiết, không chăm lo sản nghiệp, khinh tiền yêu thơ. Sau khi Lưu Dụ hạ được kinh thành, Kiền Chi đến đầu quân cho ông ta.
Lưu Dụ chinh thảo bọn Tư Mã Hưu Chi, Lỗ Tông Chi, sai Tham quân Đàn Đạo Tế, Chu Siêu Thạch đưa bộ kỵ ra Tương Dương, khi ấy Kiền Chi làm Giang Hạ tướng, soái quân đội trong quận ra Vân Thành, đóng đồn ở Tam Liên, lập cầu chứa lương để đợi. Bọn Đạo Tế mãi không đến, con trai Lỗ Tông Chi là Lỗ Quỹ đến tập kích. Quân đội của Kiền Chi ít không địch nổi nhiều, tham quân Tôn Trường Dung rơi nước mắt khuyên lui quân, ông nghiêm sắc mặt nói: "Ta thuận lẽ đi phạt kẻ có tội, về lý không thể thua. Nếu như chẳng may, là số mạng vậy!" Kiền Chi thua trận bị giết, được truy tặng Lương, Tần 2 châu thứ sử, phong Tân Khang huyện nam, thực ấp 500 hộ.